# Projekcijski testi
Projekcijski testi so skupina testov za ocenjevanje osebnosti, kjer oseba odgovarja na nestrukturirane dražljaje. Ti testi temeljijo na psihoanalitični teoriji, ki govori o zavestnih in nezavednih motivih. Pričakuje se, da bo oseba v odgovor vnesla svoje nezavedne motive, kot so skrita čustva in notranji konflikti. Pri projekcijskih testih tako analiziramo pomen odgovora.
Kritike projekcijskih tehnik se nanašajo na to, da so preveč subjektivni za interpretacijo, da jim primanjkuje zanesljivosti in veljavnosti ter da nimajo standardiziranih kriterijev za ocenjevanje. V večini primerov temu ni tako.

## Vrste projekcijskih testov

### Rorschachov diagnostični preizkus
Rorschachov diagnostični preizkus je projekcijska tehnika za diagnostično in prognostično oceno normalne in motene osebnosti. Primeren je za odrasle in otroke od 3. leta starosti naprej. Avtor preizkusa je Hermann Rorschach, v Sloveniji pa ga je priredil dr. Borut Šali.  Peta popravljena in dopolnjena izdaja priročnika (v dveh delih) je izšla leta 1996. Rorschachov preizkus uporabljamo za diagnostično in prognostično oceno normalne in abnormne osebnosti, in sicer tako v psihodiagnostični praksi kot tudi v znanstvenem raziskovanju. Kot izrazito projekcijska tehnika je preizkus pretežno celostno usmerjen. Daje vrsto podatkov o kompleksnih potezah osebnosti, njihovih medsebojnih odnosih in t. i. podstrukturah osebnosti (intelekt, čustvovanje, jaz). Posameznik opisuje deset predlog s packami. Iz značilnosti spoznavnih procesov lahko sklepamo na osebnostne lastnosti posameznika. Odgovori na projekcijske dražljaje so pogojeni z naravo dražljajev, s preizkusno situacijo, s t. i. jezikovnim filtrom pri posamezniku in s posameznikovo osebnostjo, končni rezultat pa je odvisen tudi od subjektivnih lastnosti interpretatorja.

### Projekcijski preizkus Nedokončani stavki
Projekcijski preizkus Nedokončani stavki je namenjen ugotavljanju prilagojenosti posameznika in diagnosticiranju psihogenih motenj vedenja ter osebnosti. Namenjen je mladostnikom in mlajšim odraslim. Testiranje je lahko posamezno ali skupinsko. Avtor Stanislav Bras je test pripravil leta 1974 na osnovi Sacksovega testa nedokončanih stavkov, takrat je bil na Slovenskem tudi prvič izdan.
Pri projekcijskem preizkusu Nedokončani stavki predpostavljamo, da testiranec z odgovori projecira emotivno-motivacijske lastnosti svoje osebnosti. Zanimajo nas štiri področja posameznikovega prilagajanja: (1) Družina (stališča do matere, očeta, cele družine); (2) Spolnost (stališča do nasprotnega spola, do heteroseksualnih odnosov); (3) Medosebni odnos (občutja do ljudi izven družine, mnenje o občutjih drugih do testiranca); (4) Doživljanje in pojmovanje samega sebe (bojazni, občutja krivde, cilji, stališča do lastnih sposobnosti, preteklosti, prihodnosti). Dodana sta še dva nedokončana stavka o počutju na preizkušnji.

### Projekcijski preizkus Mozaik
Projekcijski preizkus Mozaik je neverbalni preizkus za odkrivanje različnih kliničnih slik. Preizkus je namenjen otrokom, mladostnikom in odraslim. Test je na Slovenskem prvič izšel leta 1975, iz ameriške verzije pa ga je priredil in dopolnil Stanislav Bras. Testni material je bil oblikovan in prvikrat publiciran v Centru za psihodiagnostična sredstva leta 1976, dopolnjen priročnik pa je izšel leta 1987. Testno gradivo predstavlja 400 raznobarvnih ploščic različnih oblik in barv. Iz teh ploščic oseba sestavi na posebno podlago »karkoli želi«. Izdelke ocenjujemo kot celoto ali pa na podlagi opaženih značilnosti (kriterijev).